# Pia Marais
Pour les articles homonymes, voir Marais (patronyme).
Pia Marais est une réalisatrice et scénariste sud-africaine, née en 1971 à Johannesbourg.

## Biographie
Pia Marais est la fille d'un Suédois et d'une Sud-Africaine. Née à Johannesbourg, elle grandit en Afrique du Sud, puis en Suède et en Espagne,. Elle bénéficie d'une formation au sein d'école Waldorf. Elle étudie la photographie et la sculpture à  Londres, à Amsterdam et à l'académie des beaux-arts de Düsseldorf. Ensuite, elle complète son cursus en passant par l'académie allemande du film et de la télévision de Berlin (Deutsche Film - und Fernsehakademie de Berlin) (DFFB).
En 2007, après plusieurs courts métrages, elle réalise son premier long métrage avec Die Unerzogenen (Les Désobéissants),  et, dans la distribution, Céci Chuh et Birol Ünel . Son second film, Im Alter von Ellen (À l'âge d'Ellen) , avec Jeanne Balibar dans le rôle principal, est présenté en 2010 au festival du film de Locarno et au festival international du film de Toronto. 
Pour son troisième long-métrage, Layla Fourie, avec Rayna Campbell, elle revient à son pays natal, l'Afrique du Sud. Le film est sélectionné en 2013 pour la 63e Berlinale et reçoit une mention spéciale du jury. En 2017, son téléfilm So auf Erden est sélectionné pour le festival du film de Munich.
En 2024, elle présente un nouveau long-métrage, Transamazonia, sur une jeune fille de la forêt amazonienne dont le père prétend qu'elle est une guérisseuse, les deux,père et fille, ayant miraculeusement survécu à un atterrissage en catastrophe dans la forêt amazonienne et étant amenés à évangéliser les populations indigènes,elles-mêmes en conflit avec des bûcherons illégaux. Ce film est présenté en compétition au 77e Festival international du film de Locarno.

## Filmographie (Sélection)

### Courts métrages
- 1996 : Loop
- 1998 : Deranged
- 1999 : Tricky People
- 2003 : 17

### Longs métrages
- 2007 : Die Unerzogenen
- 2010 : À l'âge d'Ellen
- 2013 : Layla Fourie
- 2017 : So auf Erden
- 2024 : Transamazonia

## Distinctions
- 2007 : Crossing Europe Award – Meilleur film de fiction pour Die Unerzogenen.
- 2011 : Crossing Europe Award – Meilleur film de fiction pour L'Âge d'Ellen.
- 2013 : 63e Berlinale - mention spéciale du jury pour Layla Fourie.